# Alouatta belzebul
Alouatta belzebul, comúnmente llamado guariba de manos rojas es una especie del género Alouatta. Habita en el norte de América del Sur.

## Distribución y hábitat
Este primate es nativo de la selva amazónica, en América del Sur. Presenta una distribución disyunta, pues cuenta con otra población en el norte de la Mata Atlántica. del nordeste del Brasil.  
Habita en especial en selvas primarias.

## Costumbres
Se le ve en parejas y grupos. Normalmente paren una sola cría. 

## Alimentación
Estos primates comen hojas jóvenes, capullos, flores, frutas, semillas, tallos, vástagos y ramas. Las hojas son la principal fuente de proteínas y las frutas de energía y proteínas.